# Internet Society
Internet Society (ISOC) – międzynarodowe stowarzyszenie mające na celu dbanie o harmonijny rozwój Internetu oraz w pewnym sensie reprezentujące użytkowników Internetu przed rządowymi agencjami odpowiedzialnymi za nadzór nad Internetem w poszczególnych krajach.
Prawnie Internet Society jest amerykańską organizacją non-profit zarejestrowaną w sądzie miejskim miasta Washington. Jej polskim oddziałem jest stowarzyszenie ISOC Polska.

## Struktura i działanie
Internet Society jest stowarzyszeniem całkowicie otwartym i demokratycznym. Może do niego przystąpić każda osoba fizyczna. Dla osób fizycznych nie ma żadnych opłat członkowskich. Po prostu trzeba wypełnić deklarację członkowską dostępną na stronie WWW i wyrazić chęć należenia. Do Internet Society mogą też przystępować całe przedsiębiorstwa i organizacje.
Władzą Internet Society jest jego Rada. Jej członkowie wybierani są na trzyletnią kadencję przez oddziały regionalne, firmy wspierające ISOC oraz członków Internet Engineering Task Force (IETF). Rada powołuje Zarząd, którego przewodniczący (obecnie Lynn St. Amour) oraz szef sekretariatu są oficjalnie zatrudnieni, a reszta pracuje społecznie. Oprócz tego ISOC zatrudnia kilkanaście osób w swoich dwóch biurach w Reston w stanie Virginia (USA) i w Genewie (Szwajcaria) oraz opłaca działalność sekretariatów IETF i IANA, a także zespół redakcyjny dokumentów Request for Comments.
Internet Society utrzymuje się z dobrowolnych datków swoich członków oraz z dotacji czynionych przez firmy i organizacje. Od 2005 głównym źródłem dochodów ISOC są wpływy z opłat użytkowników domeny *.org, którą w imieniu ISOC zarządza specjalnie w tym celu powołana organizacja Public Interest Registry (PIR).

## Historia
Internet Society zostało założone w 1992 przez grupę osób z wieloletnim doświadczeniem w pracy na rzecz IETF. Głównym, pierwotnym celem ISOC-u było wsparcie pracy IETF i pokrewnych nieformalnych grup specjalistów zajmujących się rozwojem Internetu. Ze względu na całkowicie nieformalny charakter IETF, organizacja ta miała poważne problemy przy organizowaniu swoich zjazdów i opłacaniu sekretariatu. Osoby zaangażowane w prace IETF nie chciały regulować statusu prawnego tego ciała, gdyż bały się, że zabije to ideę tej nieformalnej instytucji.
Zgodnie z RFC 1602 ↓ określającym relacje między ISOC i IETF, ISOC wspiera IETF w tych wszystkich działaniach, które wymagają osobowości prawnej oraz pomaga w oficjalnych kontaktach między IETF i agencjami rządowymi, ale nie ma prawa w jakikolwiek sposób wypływać na tok prac podejmowanych w IETF.
Po pewnym czasie jednak Internet Society zaczęła żyć własnym życiem i oprócz współpracy z IETF rozwinęła szereg innych działań. Obecnie ISOC organizuje wiele konferencji, z których najsłynniejsza jest ogólnoświatowa konferencja INET, wydaje 4 czasopisma elektroniczne, „opiekuje się” IETF i Internet Assigned Numbers Authority (IANA) oraz przyznaje doroczne nagrody im. Jona Postela.
W 2011 ISOC zorganizowała World IPv6 Day, przedsięwzięcie mające na celu rozpropagowanie informacji na temat protokołu IPv6 oraz techniczne testy jego obsługi. W 2012 odbyła się jego druga część, World IPv6 Launch.